# Gulyás Antal
Gulyás Antal (Vészalja, 1884. december 13. – Debrecen, 1980. május 5.) természettudós, mikológus, virológus, egyetemi tanár, kutató. Korának felszereltségi szintjén kutatta a növényi kórokozó vírusos betegségeket. Az első volt Magyarországon, aki mikológiával foglalkozott. A nemzetközi kutatási közéletben a mikológusokkal levelezési kapcsolatot tartott fenn. Nagy súlyt helyezett az oktatást célzó tudományos gyűjtemények, szemléltető anyagok állandó bővítésére. Agrobotanikai kertet is létesített, kórtani üvegházzal.

## Életútja
Az Arad vármegyei Vészalján született 1884. december 13-án. Négy polgári iskolát végzett, majd a Hódmezővásárhelyi Főgimnáziumba járt, ahol 1903-ban tett érettségi vizsgát. Utána a Kolozsvári Magyar Királyi Ferenc József Tudományegyetem természetrajz-földrajz szakára iratkozott be. Tanára a kor nagy természettudósa, Richter Aladár volt.
Az egyetem elvégzése után Richter Aladár meghívta őt a Botanikai Tanszékre. Itt demonstrátor, majd helyettes tanársegéd lett. Professzora javaslatára a Kolozsvári Orvostudományi Egyetem Gyógyszerészeti Karán mikológiából előadásokat is tarthatott. E feladat késztette élete első tudományos munkájának megírására, amit 1906-ban publikált, és ezt bővítette tovább 1907-ben doktori értekezéssé, amelynek címe: Syringa Josikaea és Syringa Emodi fiziológiai - anatómiai viszonyai kapcsolatban rendszertani helyzetükkel.
1906-ban a debreceni, kassai, keszthelyi és kolozsvári felsőbb gazdasági tanintézeteket átszervezték, az akadémiákon hároméves volt a képzési idő. Gulyás Antal a Kolozsvári Gazdasági Akadémián (jogelőd: Felsőbb gazdasági Tanintézet, Kolozsmonostor, alapítva 1869), 1910-ben szerzett okleveles gazda képesítést. Ez időben a Kassai Gazdasági Akadémia pályázatot hirdetett a Természetrajzi Tanszékén a megüresedett tanársegédi állásra. Gulyás Antal itt 1910. júliusában gyakornoki kinevezést kapott.
Az első világháború alatt az 1914–15-iktől az 1919–20-ik tanévekben az oktatás szünetelt. A tanárok és a hallgatók nagy része hadba vonult. Pallagon az épületet katonai kórházzá alakították. A felszerelés az 1918–19-ben dúló belső zavarok és a román megszállás idején tönkrement. A világháborút követően a megapadt debreceni tanári kart kassai és kolozsvári menekült tanárokkal egészítették ki, és az Akadémia már az 1920–21-es tanévben újra működött.
Gulyás Antalt 1921-ben levélben megkereste egy volt tanítványa, aki hívta, hogy szükség van rá csonka-Magyarországon, a Pallagi (Debreceni) Mezőgazdasági Akadémián, ahol dr. Rapaics Raymund örökébe lépett.
1934–35-től a Növényegészségügyi Körzetet is Gulyás Antal vezette Debrecenben. E téren írt szakcikkei felölelik szinte minden fontosabb szántóföldi és kertészeti kultúra ökológiai és növényvédelmi kérdéseit.
1938-ban dr. Soó Rezső professzornál az akkori debreceni Gróf Tisza István Tudományegyetemen növénykórtan tárgykörből egyetemi magántanári képesítést szerzett (habilitált). Ennek birtokában kapott lehetőséget rendszeres előadások tartására a tudományegyetemen is. Így vált tanítványává Tóth Oszkár is, aki biológia-kémia szakos egyetemi hallgatóként a “Növényi vírusok” kollégiumát, majd a második félévben a “Növénykórtant” hallgatta Gulyás Antal professzortól.
1939-ben nevezték ki a Debreceni Mezőgazdasági Akadémia igazgatójává, ekkor oktatási feladatait egykori egyetemi évfolyamtársa, Uzonyi Ferenc vette át. Igazgatói pozícióját 1945-ig töltötte be.
1949. augusztus 1. után már nyugdíjasként, de kutatói munkájának élt a Pallagi Mezőgazdasági Kísérleti Kutatóintézetben, ahol a Magyar Tudományos Akadémia megbízásából a dohány növénykórtani vizsgálatával foglalkozott.
1980. május 5-én, 95. életévében hunyt el.

## Munkássága
Több mint harminc publikációja jelent meg szaklapokban. Folytatta a burgonya vírusbetegségeinek kutatását, amit már 1922-ben elkezdett, de igazgatóságának évei alatt szüneteltetett. A kutatómunkáját elismerve a Magyar Tudományos Akadémia Biológiai és Agrártudományi Osztálya a Növényegészségügyi Szakbizottság tagjává választotta, s feladatul kapta a vírusvizsgálatok ellenőrzését.
A Tudományos Minősítő Bizottság 1952. június 12-én munkájának elismeréséül a kandidátusi tudományos fokozatot adományozta számára.
1956 februárjában a Magyar Biológiai Társaság Archiválva 2020. június 3-i dátummal a Wayback Machine-ben Debreceni Osztályának elnöke lett. Új kutatási területként a száraz termesztésű rizzsel kapcsolatos kutatásokkal kezdett foglalkozni.
1964-ben összefoglalta addig megjelent publikációit a dohány betegségeiről és kártevőiről. Volt tanítványai, Ubrizsy Gábor, valamint Tóth Oszkár ösztönözték, hogy azokat könyv alakjában jelentesse meg. 1965-ben meg is született a Mezőgazdasági Kiadó gondozásában A dohány betegségei és kártevői c. munka, amiért a Munka-Érdemrend ezüst fokozatával tüntették ki.
1978. november 23-án a Debreceni Agrártudományi Egyetem akkori rektora és Tanácsa a jogelőd intézmény volt igazgatójának több mint harminc éven át az agrárszakemberek oktatásában és tudományos kutatásában elért kimagasló eredményeiért a doctor honoris causa kitüntető címet adományozta.
Gulyás Antal születésének századik évfordulóján, 1984-ben a Debreceni Agrártudományi Egyetem (DATE) Növényvédelmi Tanszéke megemlékezett Gulyás Antal életútjáról és tudományos, oktatási eredményeiről.
A DATE korábbi Növényvédelmi Köre 1984-től lányának, dr. Gulyás Magdolnának jelenlétében és hozzájárulásával felvette a Hallgatók Gulyás Antal Növényvédelmi Köre elnevezést. Tiszteletére 2011-ben Gulyás Antal-emlékérem a növényvédelemért kitüntetést alapítottak, melyet a Tiszántúli Növényvédelmi Fórum éves rendezvényein nyújtanak át a kitüntetetteknek.

## Növénytani munkái
- 1907: Syringa Josikaea Jacq. Fil. és a Syringa Emodi Wallich. Ujhelyi és Boros Sajtóján, Kolozsvárt. 70 p.
- 1907: Syringa Josikaea és Syringa Emodi fiziológiai-anatómiai viszonyai kapcsolatban rendszertani helyzetükkel. Doktori értekezés.
- 1909: Syringa Josikaea Jacq. Fil. és a Syringa Emodi Wallich. Újhelyi - Boros Ny., Kolozsvár. 38 p.
- 1922/a: Gazdasági növénytan I.
- 1923: Gazdasági növénytan II.
- 1927(?): Gazdasági növénytani jegyzet: a gazdát érdeklő élettani, alaktani és növényrendszertani előadások áttekintése. Harmathy Ny., Debrecen. 226 p.

## Állattani munkái
- 1924: Mező- és kertgazdasági növényeink állati ellenségei.

## Növénykórtani munkái
- 1922/b: Növénykórtan (G. A. előadásai alapján összeállították hallgatói: Debreczeni Imre és Virágos Mihály)
- 1924: Növényvédelem (Akadémiai jegyzet)
- 1928: A melegágyi dohánypalánták élettani és gomba betegségei és a védekezés ellenök. Tiszántúli Mezőgazdasági Kamara, Debrecen. 38 pp.
- 1931/a: A magyar dohányfajták osmosisos nyomásának meghatározása. Egyet. Ny., Budapest 93-96.
- 1931/b: A magyarországi dohánylevelek bőrsejtjeinek alakja és jelentősége a feldolgozás szempontjából. Egyet. Ny., Budapest. 10 pp.
- 1932: Különböző gyümölcsfajok virágporainak csírázási vizsgálata.
- 1934/a: Adatok a cerkospóra fertőzések kérdéséhez.
- 1934/b: A mezőgazdasági növények és gyümölcsfák betegségeinek leküzdése növényvédelmi szerekkel és óvintézkedésekkel. Harmathy Ny., Debrecen. 74 pp.
- 1934/c: A mező- és kertgazdasági növények betegségei és az ellenök való védekezés. 2. rész. 2. kiad. Harmathy Ny., Debrecen. 112 pp.
- 1934/d: A dohány növénykórtana. Debrecen. 229 pp.
- 1936: A gazdasági növények és gyümölcsfák nem-élősködő jellegű betegségei. Harmathy Ny., Debrecen.
- 1938: A burgonya vírusbetegségei: a vírusok jelentősége a leromlásban és az ellenük való védekezések. Nagy K. Ny., Debrecen-Pallagpuszta. 63 pp.
- 1947: A dohánykártevő Thrips tabaci Lindeman biológiája, kártétele és az ellene való védekezés. Tiszántúli Ny., Debrecen. 6 pp.
- 1951: A dohány melegágyi betegségei. Mezőgazdasági Kiadó, Független Ny., Budapest. 67 pp.
- 1965: A dohány betegségei és kártevői. Mezőgazda Kiadó, Budapest 245 pp.